# 硫酸钒(III)
硫酸釩，化學式為V2(SO4)3，是一種還原劑。與其他三價釩化合物相比，它较稳定，在空氣中為淡黃色固體並能穩定存在，在水中緩慢溶解並產生綠色的水合配离子[V(H2O)6]3+。
V2O5，硫酸和元素硫反應可用於製備硫酸釩：
V2O5  +  S  +  3 H2SO4   →   V2(SO4)3  +  SO2  +  3 H2O
這個反應是元素硫的一項罕見反應的實例。
在真空中加熱至稍微低於410 °C，硫酸釩會分解生成硫酸氧釩(VOSO4)和SO2。硫酸釩可於乾燥空氣中穩定存在，但暴露於潮濕空氣幾周後變成綠色的水合物。
它在2021年被列入《中国现有化学物质名录》。